# Xavin
Xavin é um personagem fictício que aparece nas revistas em quadrinhos americanas publicadas pela Marvel Comics. Xavin foi criado pelo escritor Brian K. Vaughan e pelo artista Adrian Alphona, e a sua primeira aparição foi em Fugitivos Vol. 2 #7 (Outubro de 2005). Sendo um Skrull, Xavin tem a habilidade natural da espécie de mudar de forma. Apareceu pela primeira vez assumindo a forma de um homem negro, mas se transformou em uma mulher negra apenas para agradar Karolina Dean, uma lésbica, que foi prometida a se casar com Xavin por um acordo entre os pais de ambos. Ele/Ela originalmente achou difícil se encaixar com os Fugitivos devido, em parte, à mudança constante de gênero e à falta de familiaridade com os valores e normas da Terra.

## Publicação
Xavin apareceu pela primeira vez em Fugitivos Vol. 2 #7 (Outubro de 2005) e foi criado por Brian K. Vaughan e Adrian Alphona. Embora Alphona fosse o artista da série na época, o artista Takeshi Miyazawa desenhou o personagem primeiro na impressão.

## Biografia ficcional do personagem

### História

Xavin, em sua forma original Skrull. Arte de Takeshi Miyazawa.

O Príncipe Xavin nasceu na Família Real dos Skrulls. Quando Xavin viaja para a Terra para encontrar Karolina Dean, ele revela a Karolina que seus pais tinham mais um grande segredo. Os Deans haviam sido exilados de seu planeta Majesdane por atividades criminosas. Eles viajaram para a Terra onde encontraram o pai de Xavin, o Príncipe De'zean dos Skrulls, que governaria o planeta. Os Deans haviam parado a destruição, mas deram aos Skrulls a localização de outro planeta mais valioso: Majesdane. A fim de provar que não estavam mentindo, deram ao filho do príncipe De'zean a mão da filha deles em casamento. Os Deans acreditavam que Xavin morreria na nova guerra Skrull/Majesdaniano. Xavin mais tarde chegou à Terra para se casar com Karolina Dean e esperançosamente parar a guerra de quinze anos entre suas raças. Xavin encontrou Karolina pouco depois dos sentimentos românticos dela terem sido rejeitados por Nico Minoru. Xavin, tentando convencer Karolina a ser sua noiva, lutou e perseguiu ela, na forma de um homem humano. Karolina revelou que ela não é atraída por homens e não queria viver uma mentira se casando com ele, mas Xavin alterou sua forma para a de uma mulher humana e persuadiu ela a deixar a Terra com a nova forma feminina de Xavin.
Durante a cerimônia de casamento, uma briga irrompe entre as duas raças e Xavin e Karolina escapam antes que Majesdane é destruída. Elas retornam à Terra, onde ajudam a resgatar Molly Hayes do Novo Orgulho.

### Invasão Secreta
Quando os Fugitivos retornam de uma viagem ao passado, Xavin descobre que eles estão na fase mais aquecida da Invasão Skrull. Em vez de lutar, Xavin tenta um acordo pacífico da guerra, raciocinando que os Skrulls são "extremistas religiosos". Suas tentativas de paz fracassam, e Xavin é informada que os Fugitivos são alvos de execução. Xavin pede a Nico para pegar o resto da equipe e se esconder, e em um último esforço para deter a invasão, Xavin foge para procurar por Hulkling, o antigo Rei Skrull e inimigo da Rainha dos Skrulls, Veranke. Xavin encontra Hulkling ferido, alvejado de assassinato pela própria Veranke. Ficando do lado de Hulkling, Xavin também é marcado como um traidor/traidora.

### Membro dos Fugitivos
Xavin se junta ao grupo, mas tem dificuldade para se adaptar ao novo ambiente e se relacionar com seus novos companheiros de equipe, particularmente Victor Mancha, que é frequentemente ofendido por Xavin com comentários condescendentes sobre robôs. Semanas depois, Xavin está mais bem ajustada, se abstendo de insultar Victor e se aproximando de Molly (a única companheira de equipe além de Karolina a sempre se referir a Xavin como mulher). No entanto, Xavin ainda é mais ou menos uma pária aos outros membros. Como os outros Fugitivos, Xavin é órfão (seus pais foram mortos por causa da guerra dos alienígenas). Embora seja agressiva e teimosa, Xavin é motivada a proteger sua nova casa por seu amor por Karolina. Xavin geralmente retorna à forma original masculina de Skrull quando em batalha, insistindo que isso contribui para uma personalidade mais intimidadora, apesar de Karolina pensar que é sexista, mas ainda assim Xavin passa algum tempo na forma humana masculina também. Durante a viagem deles para 1907, foi revelado que quando Xavin perde o controle ou está sob pressão emocional, reverte para a forma humana feminina automaticamente, algo que fez Karolina muito feliz.

### Partida
No arco de história "Dead Wrong", de Fugitivos, um grupo de Majesdanianos sobreviventes chegam para prender Karolina. Depois de atacarem repetidamente os Fugitivos, Xavin percebe que os alienígenas não vão parar até que eles tenham Karolina. Xavin mudou de forma para a forma de Karolina e tomou seu lugar, para assumir todo o castigo pela guerra de sua espécie. Beijando Karolina, Xavin sussurra seu amor e parte do grupo ficando sob a custódia dos inimigos. Seu destino é desconhecido.

## Poderes e habilidades
Xavin, sendo um Skrull, tem a habilidade de metamorfose natural da espécie. Xavin era um Super-Skrull em treinamento, o que significa que ele/ela pode manifestar os poderes do Quarteto Fantástico: a habilidade do Senhor Fantástico de esticar e contorcer seu corpo em qualquer forma imaginável, o poder da Mulher Invisível de se tornar invisível e a habilidade de criar campos de força, o controle de fogo e voo do Tocha Humana e a força sobre-humana e pele resistente e semelhante a rocha do Coisa.

## Identidade de gênero

Xavin alternando de sua forma humano masculino para a forma humano feminino.
Arte de Adrian Alphona.

Devido a Xavin mudando frequentemente através de suas três formas principais, (humano feminino, humano masculino e verdadeira forma masculina de Skrull), tanto os personagens dentro da série quanto os fãs questionam a natureza de seu gênero. Como um Skrull, uma raça de metamorfos, Xavin declarou "para nós, mudar o nosso sexo não é diferente de mudar a cor do nosso cabelo". Quando perguntado por Molly sobre por que não ficar em forma feminina o tempo todo, Xavin respondeu que era simplesmente sua natureza fazer isso e não vê um problema nisso, embora isso faça com que Xavin comece a questionar sua própria natureza. Embora Karolina realmente ame Xavin, até negando Xavin transformada em Nico, ela fica deprimida quando Nico questiona o verdadeiro gênero de Xavin. Em Civil War: Young Avengers & Runaways, Xavin é principalmente masculino, mas feminino brevemente. Na primeira edição do terceiro volume, Xavin é apenas masculino, mas na segunda edição, Xavin é apenas feminino. Karolina está fixa na ideia de que Xavin é mulher, e que Xavin não está fingindo ser uma mulher por ela, apenas aprendendo a ser humano. Durante uma discussão com Karolina, Xavin perde o controle e muda de forma para sua forma feminina, e Karolina interpreta isso como significando que a verdadeira forma de Xavin é uma mulher. Em seu blog, o artista Humberto Ramos comentou que ele foi instruído a desenhar Xavin em gêneros diferentes dependendo da situação, mesmo quando não necessário, acrescentando que "Xavin permanece em sua forma de menina por causa de sua relação com Karolina, que toma uma direção bastante interessante."

## Relacionamentos com outros Fugitivos
Devido à sua atitude de guerra, ainda que precipitada,  Xavin muitas vezes irrita os outros Fugitivos. Xavin acredita que Victor deveria ser programado para saber tudo, sendo um ciborgue. Em sua primeira aparição, Xavin chama Victor de "brinquedo". Xavin conheceu Karolina depois que Karolina sofreu rejeição de Nico, a paixão dela por muitos meses. Quando Xavin não expressou preocupação em mudar a aparência física de homem para mulher para agradá-la, Karolina começou um relacionamento amoroso. Além de Victor, Xavin enfurece fortemente Nico e frequentemente questiona as decisões de liderança de Nico. Xavin tem uma boa amizade com Molly.

## Recepção
Em 2008, Xavin foi nomeado o quarto (de dez) melhores personagens da raça Skrull.